# هنري لي الرابع
هنري لي الرابع (بالإنجليزية: Henry Lee IV)‏ هو مؤرخ أمريكي، ولد في 28 مايو 1787، وتوفي في 30 يناير 1837.